# Valentina Tichomirova
Valentina Nikolaevna Tichomirova (in russo Валентина Николаевна Тихомирова?; 28 giugno 1941) è un'ex multiplista sovietica.

## Palmarès

### Europei
- 1 medaglia:
  - 1 oro (Budapest 1966 nel pentathlon)